# Jean-Jacques Eydelie

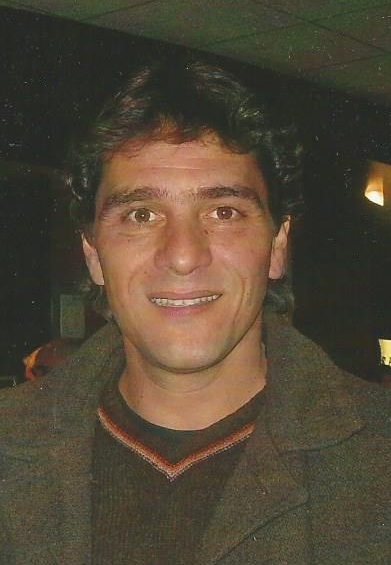
Jean-Jacques Eydelie

Jean-Jacques Eydelie (Angoulême, 3 februari 1966) is een voormalig Frans voetballer.
Hij beleefde zijn grootste succes als speler van Olympique Marseille. In 1993 maakte hij deel uit van de ploeg die de UEFA Champions League won, door in de finale AC Milan te verslaan. Later speelde hij onder andere voor SC Bastia, Walsall FC en FC Zürich. Hij beëindigde zijn voetbalcarrière in 2003.
Eydelie werd echter bekender door de schandalen waar hij een rol in speelde. Hij was betrokken bij het omkopen van spelers van Valenciennes FC en zat enige tijd in de gevangenis. In januari 2006 haalde hij opnieuw het nieuws, toen hij verklaarde dat hij en andere spelers van Olympique voor aanvang van de Champions League-finale doping gebruikt zouden hebben. De enige speler die zich tegen het dopinggebruik verzet zou hebben was volgens Eydelie Rudi Völler.

## Erelijst
Olympique Marseille
- UEFA Champions League

1993